# Erwin von Witzleben
Job-Wilhelm Georg « Erwin » von Witzleben (né le 4 décembre 1881 à Breslau, mort le 8 août 1944 dans la prison de Plötzensee à Berlin) était un maréchal allemand pendant la Seconde Guerre mondiale. Il était aussi un acteur de la résistance allemande au nazisme, condamné à mort et exécuté après l'attentat du 20 juillet 1944.

## Jeunesse
Erwin von Witzleben naît à Breslau dans une famille d'officiers (de) originaire de Thuringe. Il intègre le corps de cadets prussiens à Wahlstatt et Lichterfelde, dont il suit la formation, et est intégré au 7e régiment de grenadiers le 22 juin 1901 à Liegnitz comme lieutenant. En 1910, il est promu au rang de premier-lieutenant (Oberleutnant).
Il épouse Else Kleeberg, avec laquelle il aura deux fils et une fille.

## Première Guerre mondiale
Au début de la Première Guerre mondiale, von Witzleben est adjoint de brigade dans le 19e d'infanterie de réserve, il devient ensuite capitaine (Hauptmann) et chef de compagnie dans le régiment d'infanterie de réserve no 6 en octobre 1914. Il devient plus tard chef de bataillon dans le même régiment. L'unité de von Witzleben participe à la bataille de Verdun et se bat en Champagne et dans la Flandre. Il est blessé grièvement et on lui décerne la Croix de fer de 1re et 2e classe. Il est ensuite transféré à la division de formation de l'état-major et participe à la fin de la guerre en tant que premier officier d'état-major de la 121e division d'infanterie.

## Période entre les deux guerres

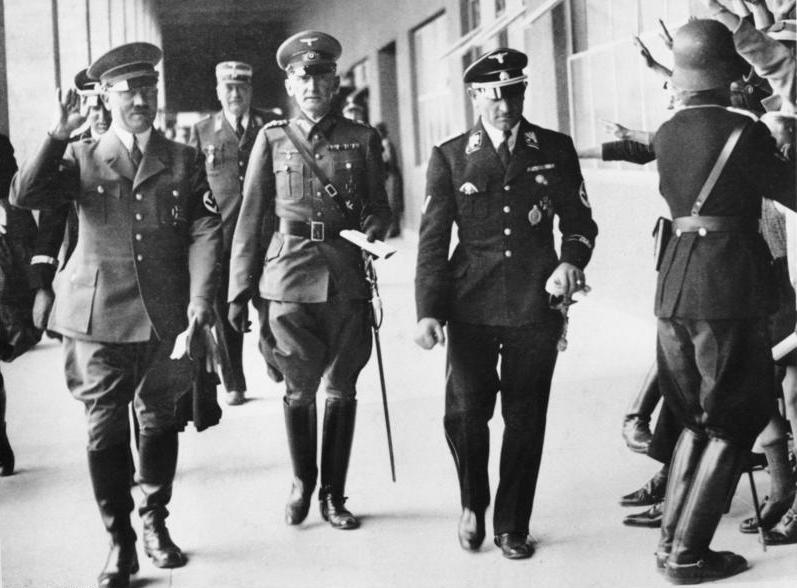
Adolf Hitler, Erwin von Witzleben et Josef Dietrich lors des Jeux olympiques d'été de 1936.

Witzleben est chef de compagnie dans la Reichswehr. En 1923, il se retrouve dans l'état-major de la 4e division à Dresde en tant que major. En 1928, il devient chef de bataillon dans le régiment d'infanterie no 6 et conserve cette position en tant que lieutenant colonel pendant l'année qui suit. Après avoir été promu colonel en 1931, il prend la tête du 8e régiment (prussien) d'infanterie à Francfort-sur-l'Oder. Au début de 1933, il est transféré au poste de dirigeant d'infanterie VI à Hanovre.
Witzleben est promu au rang de major-général dans la Wehrmacht le 1er février 1934 et déménage à Potsdam pour devenir le nouveau commandant de la 3e division d'infanterie. Il succède au général Werner von Fritsch en tant que commandant de la Wehrkreis III (district militaire) à Berlin. Il est promu à ce poste de lieutenant-général et en septembre 1935, il devient commandant général du 3e corps d'armée à Berlin. En 1936, il est promu général d'infanterie.
Dès 1934, Witzleben prend position contre le régime nazi lorsque lui, Erich von Manstein, Wilhelm Ritter von Leeb et Gerd von Rundstedt, demandent une enquête sur la mort de Kurt von Schleicher et Ferdinand von Bredow lors de la Nuit des Longs Couteaux. On le pousse à une retraite hâtive après cette demande et à ses critiques sur la persécution du général Werner von Fritsch par Hitler. Cette retraite est de courte durée, car Hitler a besoin de lui alors que la guerre est sur le point d'éclater.
Dès 1938, Witzleben est membre d'un groupe de conspirateurs avec les généraux Ludwig Beck, Erich Höpner, Carl-Heinrich von Stülpnagel et Wilhelm Canaris, le chef de l'Abwehr. Ces hommes veulent renverser Hitler par un coup d'État qui semble possible lors de la crise des Sudètes en 1938. Von Witzleben, alors gouverneur militaire de Berlin, doit occuper la ville pendant que les dirigeants nazis sont arrêtés. Cependant, Hitler conclut les accords de Munich, contrecarrant les plans des conspirateurs.
Witzleben est également impliqué dans les projets du général-baron Kurt von Hammerstein-Equord en 1939[réf. nécessaire]. Le projet de Hammerstein-Equord est de s'emparer d'Hitler directement par un assaut frontal, Witzleben devant quant à lui boucler le quartier général du Parti. Le projet reste sans suite.
En novembre 1938, Witzleben devient commandant en chef du 2e corps d'armée à Francfort-sur-l'Oder.

## Seconde Guerre mondiale

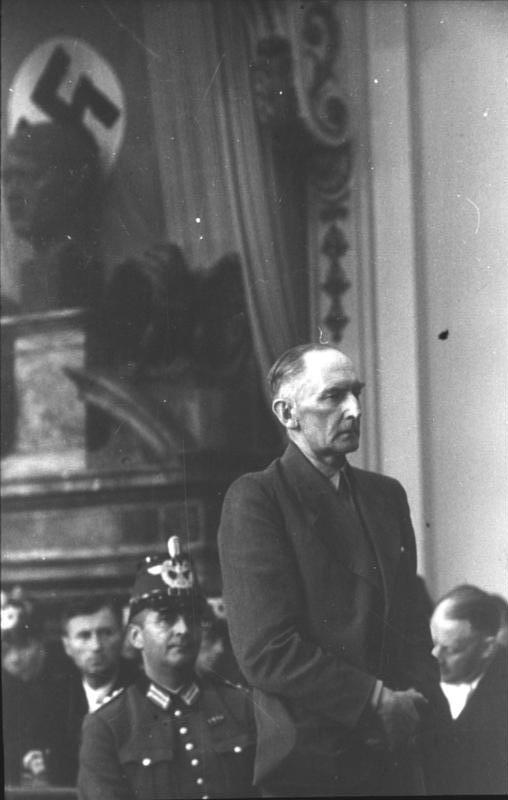
Erwin von Witzleben lors de son procès en juillet 1944.

En septembre 1939, Witzleben, alors Generaloberst (général d'armée), prend le commandement de la 1re armée, cantonnée dans l'Ouest. Lorsque l'Allemagne attaque la France le 10 mai 1940, l'armée de von Witzleben appartient au groupe d'armées C du Generaloberst von Leeb qui fait face aux troupes françaises de la ligne Maginot. Le 14 juin, celle-ci est percée par la 1re armée qui force plusieurs divisions françaises à se rendre. Witzleben devient chevalier de la Croix de fer en récompense de cette action et il est promu Generalfeldmarschall à l'issue de la campagne de France le 19 juillet 1940. Il est nommé commandant en chef du front ouest, mais moins d'un an plus tard, il doit se retirer pour raisons de santé. Cependant, selon certaines sources[Lesquelles ?], il aurait été obligé de se retirer après avoir critiqué le régime à la suite de l'opération Barbarossa.
En 1944, les conspirateurs aux côtés de Claus Schenk von Stauffenberg voient en Erwin von Witzleben un élément-clé de leur projet. Tandis que le Generaloberst Beck est pressenti au poste de chef d'État intérimaire et le Generaloberst Erich Hoepner comme commandant en chef de l'armée de réserve (Ersatzheer), Witzleben, alors feld-maréchal, doit prendre le commandement suprême de l'ensemble de la Wehrmacht en tant que soldat le plus haut gradé. Cependant, Witzleben est arrêté à la suite de l'attentat du 20 juillet 1944 de Claus von Stauffenberg au Wolfsschanze en Prusse-Orientale, alors même qu'il se rend au quartier général à Berlin pour prendre le commandement des troupes armées après le coup d'État. Witzleben est exclu brutalement de la Wehrmacht par un « tribunal d'honneur de l'armée régulière » (Ehrenhof), en fait un conclave d'officiers instauré spécialement le 2 août 1944 après la tentative d'assassinat pour expulser les officiers de la Wehrmacht ayant été impliqués dans le complot, ce qui permettait de les faire comparaître devant le Volksgerichtshof, une cour spéciale qui faisait fonction de tribunal politique, plutôt que devant la cour martiale.
Le 7 août 1944, Witzleben est avec Hoepner dans le premier groupe des conspirateurs amené devant le Volksgerichtshof présidé par Roland Freisler. Le jour même, après un procès-spectacle, le tribunal condamne Witzleben à la peine de mort pour sa participation au complot.

« Vous pouvez me donner au bourreau, dans trois mois, le peuple épouvanté et martyrisé vous jugera, vous traînera par les cheveux dans la boue. »

— Adresse de Witzleben à Freisler après sa condamnation à mort.
Erwin von Witzleben est exécuté ce même jour à la prison de Plötzensee à Berlin. Au lieu d'être fusillé comme il est d'usage, il est pendu sur ordre d'Hitler, qui a aussi exigé que l'exécution soit filmée. Son aide-de-camp, le comte Wilhelm von Lynar, est quant à lui exécuté le 29 septembre 1944.

## Décorations
- Croix de fer (1914)
  - 2e Classe
  - 1re Classe
- Insigne des blessés (1918)
  - en Noir
- Croix de chevalier de l'Ordre royal de Hohenzollern
- Chevalier de Justice de l'ordre protestant de Saint-Jean
- Croix d'honneur pour Combattants 1914-1918
- Médaille des Sudètes
- Médaille du Mur de l'Ouest
- Agrafe de la Croix de fer (1939) 
  - 2e Classe
  - 1re Classe
- Croix de chevalier de la Croix de fer
  - Croix de chevalier le 24 juin 1940 comme Generaloberst et commandant de la 1re Armée.

En tant que Generalfeldmarschall, Erwin von Witzleben, en relation avec le complot du 20 juillet 1944, tentative ratée d'assassiner Adolf Hitler, a été privé de tous ses honneurs, ses rangs, ses ordres et radié de la Heer, le 4 août 1944. En tant que civil, von Witzleben a été condamné à mort par le Volksgerichtshof, le 8 août 1944.

## Filmographie
- Walkyrie (2008), de Bryan Singer, où Erwin von Witzleben est interprété par David Schofield.